# 比倫湖
51°28′51″N 10°49′44″E / 51.480741°N 10.828954°E
比倫湖（德語：Bielener See），是德國的湖泊，位於該國中部，由圖林根州負責管轄，處於諾德豪森東南面，面積0.3平方公里，海拔高度170米，平均水深16米，最大水深27米。